# NGC 3309
NGC 3309 is een elliptisch sterrenstelsel in het sterrenbeeld Waterslang. Het hemelobject werd op 24 maart 1835 ontdekt door de Britse astronoom John Herschel.

## Synoniemen
- ESO 501-36
- MCG -4-25-34
- AM 1034-271
- PGC 31466